# محمد محسن (بازیکن فوتبال، زاده ۱۹۶۳)
محمد محسن (بنگالی: মোহাম্মদ মহসিন؛ زادهٔ ۳ آوریل ۱۹۶۳) بازیکن سابق و مربی فوتبال اهل بنگلادش است.
وی همچنین در تیم‌های ملی فوتبال زیر ۲۰ سال بنگلادش و بنگلادش بازی کرده است.